# バッターズ彗星
バッターズ彗星（バッターズすいせい、英語: Comet BATTeRS、仮符号:C/2001 W2）は、2001年に日本で発見された公転周期76年の短周期彗星である。

## 発見
岡山県美星町（現井原市）の「美星スペースガードセンター」で行われていた小惑星観測プロジェクト（BATTeRS）において、浅見敦夫らのチームは2001年11月21日に口径25cmf/5.0反射望遠鏡とCCDを使用してヘルクレス座を撮影した画像から13.8等の新彗星を発見した。コマ直径が30秒角で、長さ30秒角の短い尾が認められ、東南方向へ移動していた。浅見らは直ちに暫定軌道を算出して彗星を確認し、報告した。
各地での確認観測は同夜中に行われ、23日に日本スペースガード協会の取り決めにより、個人名ではなくプロジェクト名から「バッターズ彗星」と命名された。

## 出現と軌道
近日点通過は発見1ヶ月後の12月23日で、11月から12月にかけて12～14等級で観測された。見かけ上太陽に接近し南下したため12月30日で一旦観測されなくなり、半年後の2002年6月に南半球で再度観測された。この時の光度は18等級前後。同月上旬には観測されなくなった。
これまでに得られた観測から、彗星は周期76年の短周期彗星であることが判明した。次回回帰は2076年10月27日頃と予測されている。